# Bruce Murray
Bruce Murray (nacido el 25 de enero de 1966) es un exfutbolista estadounidense, que cuando se retiró era el máximo goleador en la historia de la selección de fútbol de Estados Unidos, un récord que luego sería superado por Eric Wynalda, Brian McBride, Landon Donovan y Joe-Max Moore.

## Trayectoria
Bruce estudió en la secundaria de Winston Churchill en Maryland y jugó al fútbol con el equipo de los Montgomery United Ponies, sumó en su palmarés 2 títulos de campeonato. Después de graduarse de la secundaria, fue miembro de la Universidad Clemson donde jugó al fútbol entre 1984 a 1987.
Firmó su primer contrato formal en 1988 por los Washington Stars, jugó 3 temporadas, aunque disputó en el club suizo FC Luzern durante el receso del campeonato en calidad de préstamo. Luego de la desaparición de los Washington Stars en 1990, fichó por los Maryland Bays en 1991.
Murray dejó en su país natal para desarrollarse futbolísticamente en Europa, pasó por tres equipos británicos entre 1993 a 1995: Millwall, Stockport County y Ayr United, pero sin tener continuidad en sus clubes. Esto le obligó a retornar a su país para culminar su carrera en Atlanta Ruckus. 
Actualmente, figura como miembro de la National Soccer Hall of Fame.

## Selección nacional
Murray jugó 85 partidos y anotó 21 goles en la selección estadounidense. Su primer encuentro fue en la derrota 0-5 ante Inglaterra, partido jugado el 16 de junio de 1985.
Durante su trayectoria con el equipo nacional, fue miembro de la selección olímpica en los juegos de Seúl de 1988, participó en los encuentros clasificatorios para el mundial de 1990, fue parte del grupo de jugadores para la Copa Mundial de Italia de 1990 donde jugó los 3 partidos que disputó Estados Unidos. También disputó la Copa de Oro de la Concacaf de 1991, la Copa Confederaciones en 1992 y la Copa América 1993.
Jugó para la selección de fútbol sala de los Estados Unidos en la Copa Mundial de 1989.

## Clubes
| Club                      | País           | Año         |
| ------------------------- | -------------- | ----------- |
| Washington Stars          | Estados Unidos | 1988 - 1990 |
| FC Luzern                 | Suiza          | 1988 - 1989 |
| Maryland Bays             | Estados Unidos | 1991        |
| Millwall                  | Inglaterra     | 1993 - 1994 |
| Stockport County (cedido) | Inglaterra     | 1994        |
| Ayr United                | Escocia        | 1995        |
| Atlanta Ruckus            | Estados Unidos | 1995        |

## Palmarés

### Campeonatos internacionales
| Título                     | Club                        | País           | Año  |
| -------------------------- | --------------------------- | -------------- | ---- |
| Copa de Oro de la Concacaf | Selección de Estados Unidos | Estados Unidos | 1991 |

### Distinciones individuales
| Distinción                   | Año  |
| ---------------------------- | ---- |
| National Soccer Hall of Fame | 2011 |